# Schefflera agasthiyamalayana
Schefflera agasthiyamalayana är en araliaväxtart som beskrevs av Manickam, Murugan, Sundaresan och Jothi. Schefflera agasthiyamalayana ingår i släktet Schefflera och familjen araliaväxter. Inga underarter finns listade.